# کریستینا فوگی
کریستینا فوگی (انگلیسی: Christina Foggie؛ زادهٔ ۵ مارس ۱۹۹۲) بازیکن بسکتبال اهل ایالات متحده آمریکا است.